# 공군특수작전사령부
공군특수작전사령부(Air Force Special Operations Command (AFSOC))는 플로리다주 헐버트 비행장에 본부를 둔 미국 공군의 특수작전 사령부이다.

## 역사

### 제23공군
공군 특수작전군은 1982년 12월 전까지는 전술공군사령부에 주로 소속되어 미국 유럽 공군이나 베트남 전쟁 동안 미국 태평양 공군의 통제를 받았다. 공군부는 공군의 특수작전 대응을 2월 10일에 군사항공운송사령부(MAC)으로 공군 특수작전군 부대를 일괄 전속시켰다.
1983년 2월 10일, 제23공군을 창설하고 일리노이주의 스콧 공군기지에 본부를 두었다. 제23공군은 특수작전, 전투탐색구조, 기상 정찰, 대륙간 탄도 미사일 기지의 경비 지원, 헬리콥터와 록히드 HC-130 승무원, 낙하산구조대, 의료 후송 훈련에 대응하는 임무를 배정받았다.
그 해 10월, 미군의 그레나다 침공에서 1주일 동안의 작전에서 포인트 살리에스 공항을 중심으로 그레나다 주재 미국인을 구조하였다.
1987년 8월 1일에 헐버트 비행장로 이사하였다.

### 공군특수작전사령부
1990년 5월 22일에 공군특수작전사령부로 재편성되었다.
후대 제23공군은 2008년 1월 1일에 공군특수작전사령부로부터 계보가 분리되어 작전부대로서 재창설되었으나, 2013년 4월 4일에 해산되었다.

## 산하 조직

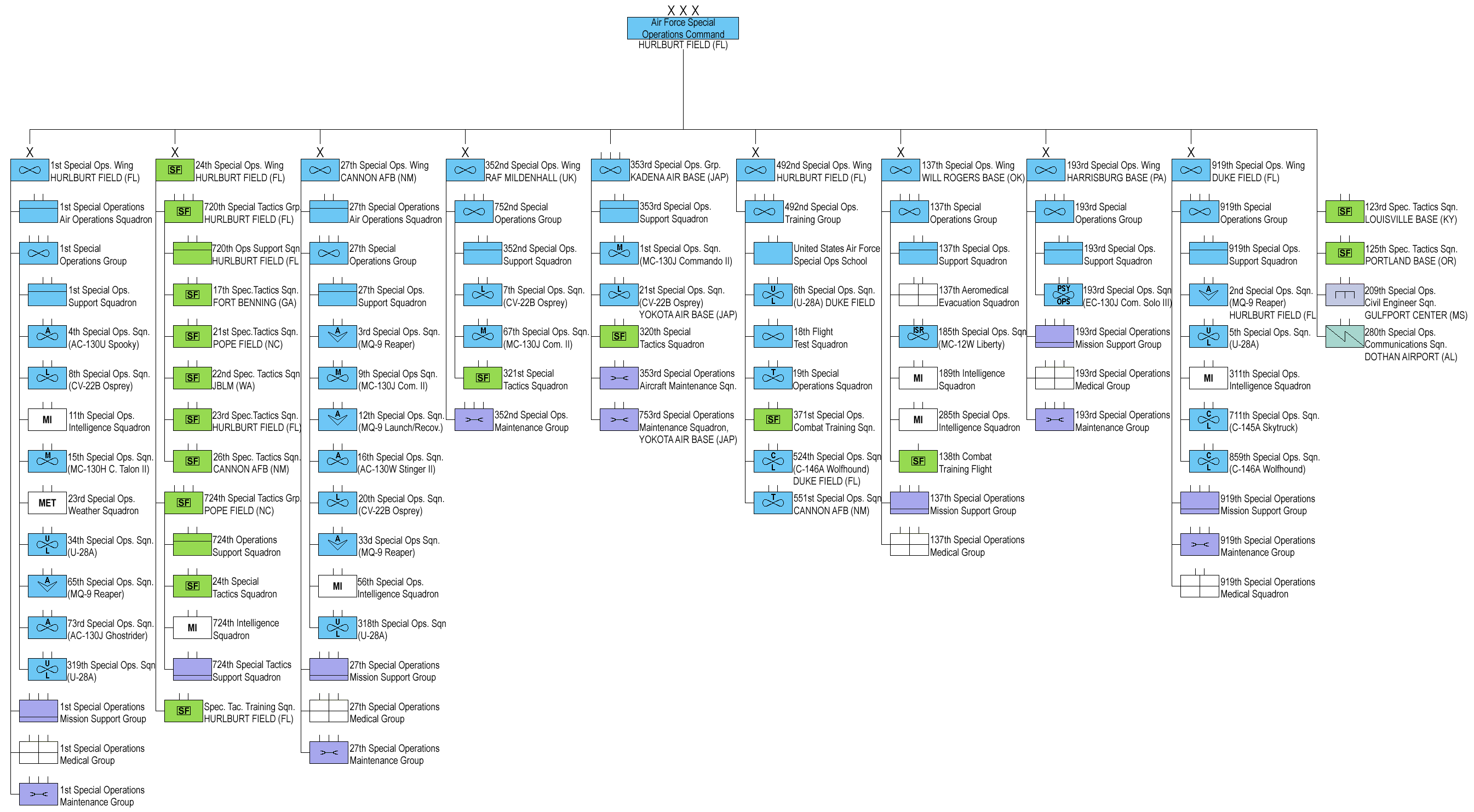
AFSOC Orbat

### 센터
- AFSOC 작전센터; 헐버트 비행장; 2013년 4월 4일 ~ 현재[3]
- 공군 특수작전훈련소; 2008년 10월 8일 ~  2013년 2월 11일
- 공군 특수작전항공전센터; 2013년 2월 11일 ~ 2017년 5월 10일

### 기관
- 미국 공군 특수작전학교, 1987년 2월 1일 ~ 1990년 5월 22일

### Service
- 항공우주구조회수근무대; 1983년 3월 1일 ~ 1989년 8월 1일
- 항공구조근무대; 1989년 8월 1일 ~ 1993년

### 서수공군
- 공군 특수작전군; 2005년 12월 13일 ~ 2008년 1월 1일[4]
- 제23공군 (공군 특수작전군): 2008년 1월 1일 ~ 2013년 4월 4일

### 항공사단
- 제2항공사단; 1983년 3월 1일 ~ 1987년 2월 1일

### Wing
- 정규군
  - 제1특수작전비행단 - 헐버트 비행장
  - 제24특수작전단 - 헐버트 비행장
  - 제27특수작전비행단 - 캐넌 공군기지
  - 제352특수작전비행단 - RAF 밀덴홀
  - 제353특수작전비행단 - 가데나 공군기지
  - 제375항공의료항운비행단: 1984년 1월 1일 ~ 1990년 2월 1일
  - 제41정찰기상비행단; 1983년 10월 1일 ~ 1989년 8월 1일
  - 제492특수작전비행단 - 헐버트 비행장
- 공군 국가방위대
  - 제137특수작전비행단 (OK ANG) - 윌 로저스 공군 국가방위대 기지
  - 제193특수작전비행단 (PA ANG) - 해리스버그 공군 국가방위대 기지
  - 제123특수전술전대 (KY ANG) - 루이스빌 공군 국가방위대 기지
  - 제125특수전술전대 (OR ANG) - 포틀랜드 공군 국가방위대 기지
  - 제209특수작전공병전대 (MS ANG) - 걸프항 전투대응훈련소
  - 제280특수작전통신전대 (AL ANG) - 도탄 광역공항
- 공군 예비군
  - 제919특수작전비행단, 듀크 비행장

### Group
- 제720특수전술전대, 1987년 10월 1일 ~ 2012년 6월 12일
- 제724특수전술전대, 2011년 4월 29일 ~ 2012년 6월 12일
- 제1550항공승무원훈련시험비행단 (이후, 제1550전투승무원훈련비행단), 1983년 10월 1일 ~ 1990년 5월 21일

## 기록

### 계보
- 1983년 2월 10일, 제23공군(Twenty-Third Air Force)으로 창설됨.
1983년 3월 1일, 활동 시작.
1990년 5월 22일, 공군특수작전사령부으로 개편 및 주요 사령부로 지정됨.

### 소속
1. 군사항운사령부; 1983년 3월 1일
2. 미국 공군부; 1990년 5월 22일

### 기지
1. 일리노이주 스콧 공군기지; 1983년 3월 1일
2. 플로리다주 헐버트 비행장; 1987년 8월 1일

## 선대 USAAF/USAF 특수부대
- 제2차 세계 대전
  - 제1항공코만도비행전대 1943년 하순 ~ 1945년 11월
  - 카펫배거 작전, 1944년 초순 ~ 1945년 7월
- 한국 전쟁 (항공우주구조회수근무대) 1951년 2월 23일 ~ 1956년 10월 12일
  - 연합사령부 주한정찰처 (CCRAK), 1951년 12월 ~ 1953년 12월
  - 제6167작전비행전대, B 중대, 1952년 4월 1일 ~ 1953년 12월 31일
  - 제6004항공정보근무비행전대, 1951년 3월 ~ 1955년
  - 제6006항공정보근무비행전대, 1953년 ~ 1955년
  - 제22추락구조정전대, 1952년 7월 ~ 1954년
  - 제580항공보급통신비행단
  - 제581항공보급통신비행단, 1951년 7월 ~ 1955년 9월
  - 제582항공보급통신비행단
- 냉전 초기
  - 제129항공보급비행전대, 1955년 4월 ~ 1975년
  - 제130항공보급비행전대,1955년 1`0월 ~ 1960년
  - 제135항공보급비행전대, 1955년 8월 ~ 1971년
  - 제143특수작전비행전대, 1955년 11월 ~ 1975년
  - 제1045관측평가훈련비행전대, 1951년 2월 23일 ~ 1954년 1월 1일
- 베트남 전쟁
  - 정글짐 / 제4400전투승무원훈련비행전대
  - 팜 게이트
  - 워터펌프 작전부대로서
  - 레이븐 전방항공관제
  - 프로젝트 404
  - 팔랑스 독
  - 제56항공코만도비행단
- 냉전 이후
  - 제4400전투승무원훈련비행전대
  - 제1특수작전비행단
  - 제23공군

## 참고
1. ↑  Kane, Robert B. (2009년 7월 17일). “Factsheet Twenty-Third Air Force (AFSOC)” (영어). Air Force Historical Research Agency. 2017년 10월 30일에 확인함.
2. ↑  “23rd AF deactivates”. 《Air Force Special Operations Command》 (미국 영어). Air Force Special Operations Command Public Affairs. 2013년 4월 5일. 2021년 1월 10일에 확인함.
3. ↑  “Air Force Special Operations Command Operations Center (AFSOC)” (영어). Air Force Historical Research Agency. 2008년 3월 21일. 2021년 2월 1일에 확인함.
4. ↑  Bailey, Carl E. (2008년 1월 28일).  Haulman, Daniel L., 편집. “623 Air and Space Operations Center (AFSOC)”. 《Air Force Historical Research Agency》 (미국 영어). 2025년 5월 5일에 확인함.

- “Air Force Special Operations Command” (영어). Air Force Special Operations Command Public Affairs Office. 2017년 5월 9일. 2021년 1월 11일에 확인함.